# Gerbillus pyramidum
Espèce
Synonymes
- Gerbillus burtoni F. Cuvier, 1838
- Gerbillus dongolanus (Heuglin, 1877)

Statut de conservation UICN

 LC  : Préoccupation mineure
Gerbillus pyramidum ou Gerbillus (Gerbillus) pyramidum est une espèce qui fait partie des rongeurs. C'est une gerbille de la famille des Muridés appelée en français Grande gerbille ou Grande gerbille d'Égypte et présente tout au long de la vallée du Nil, au Tchad, au Niger et au Mali.
Il ne faut pas confondre cette espèce avec la Grande gerbille d'Aden et la Grande gerbille à queue courte.